# 塞纳-圣但尼省
塞纳-圣但尼省（法語：Seine-Saint-Denis）是法国法兰西岛大区的一个省，位於巴黎的東北部。省会为博比尼。

## 历史
塞纳-圣但尼省成立于1968年1月1日，由原塞纳省的东北部（24个城镇）和原塞纳-瓦兹省的一小部分（16个城镇）组成。

## 地理
塞纳-圣但尼省位于巴黎的东北部，面积236平方公里，是法国最小的省之一。另两个为上塞纳省和马恩河谷省，它们都是巴黎近郊省份。

## 气候
与巴黎一样，秋季多雨，夏季炎热。

## 经济
塞纳-圣但尼省有两个著名的经济区域：夏尔·戴高乐国际机场机场区（Aéroport Roissy-Charles-de-Gaulle）和塞纳-圣德尼省城镇联合体（La Communauté d'agglomération Plaine Commune，指巴黎东北部城镇密集地区）。
每年有近700家企业创建于这个省份，但相对邻近省份较低的受教育水平，导致了本省较高的失业率。

## 人口
塞纳-圣但尼省居民数约為170萬人。大量來自北非的移民移居於此。
塞納-聖但尼省估計有60萬穆斯林，是法國穆斯林最多的地區之一。全省25歲以下人口超過4成失業，毒品及暴力罪案頻發。省內設有40個市鎮，其中36個被法國政府列為「敏感城區」，被外界形容為連法國警察和國家憲兵也不敢進入的「生人勿近」區域。
法國智庫蒙田研究所在2011年發表報告，指出塞納-聖但尼省的穆斯林移民逐漸受伊斯蘭激進思想影響，而伊斯蘭教法在塞納-聖但尼省正逐漸取代法國法律，大有形成「伊斯蘭隔離社區」之勢。
塞納-聖但尼省現在是全法國犯罪率最高的省。

## 交通
5条法兰西岛大区快铁均经过塞纳-圣但尼省境内。此外，塞纳-圣但尼省城际客运下属20余条线路，覆盖了该省中部的大部分市镇。

## 教育
塞纳-圣但尼省有兩所大学，圣但尼大学（即巴黎第8大学）和北巴黎大学（Université Paris-Nord）多个技术学院（IUT以及大学校）。

## 传媒
数年以前，塞纳-圣但尼省委员会发行了月刊《塞纳-圣德尼省杂志》。

## 旅游
- 巴黎-勒布尔歇机场
- 法国航空航天博物馆
- 圣但尼（Saint-Denis）
- 于八世纪建造的哥特风格的圣但尼圣殿主教座堂（Basilique de Saint-Denis）
- 法兰西体育场（Stade de France）

另由于此地历史悠久，且曾为法国国王领地，故该地区的建筑十分有特色。

## 政治
塞纳-圣但尼省曾是法国共产党的两个在省议会中占据多数的省份之一（另一个为马恩河谷省），但近几年移民的衝突，此省也成为法國右翼民粹主義政黨民族阵线（Front national）的主要根据地。
2005年11月在此省的许多城镇发生了动乱。